# Trutzwehr und Schutzwehr
Trutz- und Schutzwehr sind Begriffe der Notwehrlehre des deutschen Straf- und Zivilrechts. Sie sind von Bedeutung im Zusammenhang mit der Verteidigungshandlung zur Abwehr eines gegenwärtigen Angriffs. 
Dabei meint Trutzwehr, dass sich der Angegriffene aktiv verteidigt, also zum Gegenangriff übergeht.
Schutzwehr liegt vor, wenn der Angriff defensiv abgewehrt wird.
Um zulässig zu sein, muss Notwehr unter anderem geboten sein, § 32 Abs. 1 StGB. Für Schutzwehr ist dies leichter erfüllt als für Trutzwehr; letztere ist deswegen aber keineswegs kategorisch unzulässig. Die Frage nach der Zulässigkeit ist immer eine Einzelfallabwägung. Relevant hierbei sind vor allem der durch den Angriff zu befürchtende Schaden, der Schaden durch die Verteidigung und die Verfügbarkeit milderer geeigneter Mittel. Einschränkungen ergeben sich meist auch, wenn der Angreifer schuldlos handelt (bspw. bei Kindern, Volltrunkenen oder Geisteskranken), wenn ein enges Angehörigenverhältnis zum Angreifer besteht, oder wenn der Verteidiger den Angriff provoziert hat, insbesondere, wenn dies absichtlich oder vorsätzlich geschah. In den genannten Fällen ist dann Trutzwehr ggf. höchstens als ultima ratio zulässig und selbst auf Schutzwehr ist ggf. zugunsten von bloßem Ausweichen oder Fliehen zu verzichten; allerdings kommt es auch hier stark auf den Einzelfall und insbesondere die Kampflage an.